# 谷豊
谷 豊（たに ゆたか、1911年〈明治44年〉11月6日 - 1942年〈昭和17年〉3月17日）は、昭和初期にマレー半島で活動した盗賊。福岡県筑紫郡曰佐村五十川（現在の福岡県福岡市南区五十川）出身で、イギリス領マレーに渡った後に盗賊となり「ハリマオ」として一躍知られる存在となった。その後、日本陸軍の諜報員となって活動した。ムスリム名「モハマッド・アリー・ビン・アブドラー」。

## 生涯

### 生い立ち
1911年11月6日、福岡県筑紫郡曰佐村五十川（現在の福岡県福岡市南区五十川）で理髪店を営む父・谷浦吉、母トミの長男として生まれた。豊が2歳の頃、一家はイギリス領マレーのクアラ・トレンガヌに移住。以降、マレーの文化に親んで育った。父は現地で理髪店バーバー・タニを開業している。
「教育は日本で受けさせたい」という父の意向もあり、学齢期にはいったん帰国（祖父母の家に滞在）し、曰佐村立曰佐尋常小学校に入学して1926年3月に卒業。引き続き曰佐高等小学校に入学した。しかし翌1927年3月に迎えに来た母とともに再びクアラ・トレンガヌへ戻り、マレー人の友人たちとともに青春時代を過ごした。けんかっ早く腕っぷしも立ち、頼りがいのある兄貴分だったという。マレー文化の影響を受け、1930年頃にイスラム教に帰依している。この頃ひそかにマレー人の女性と結婚したらしいが、すぐに別れている。
1931年、20歳のとき、徴兵検査を受けるため再び帰国。徴兵検査の結果は身長が規定（1.55m）に達しなかったために丙種合格（軍に入営する現役に適さず、戦時の際に必要なだけ召集される）だった。「丙種」は当時の日本人にとっては恥とされたが、豊はさして気にする様子もなかったという。その後、アサヒ足袋（後の日本ゴム）に入社したが間もなく辞め、福岡市内の渡辺鉄工所に就職した。気前が良く、自分の田も売ってしまい貧しい仲間に金品を分け与えてしまったという。だが豊は望郷の念に駆られ、マレーに帰ろうとたびたび密航を企てた。

### 盗賊団を組織
1931年12月、マレーで父浦吉が死去（享年53歳）。1933年11月6日、前々年に起こった満州事変に怒った華僑の暴漢（外来の広西人）が中国人街を襲い、谷家（店舗兼住居）の2階で風邪で寝込んでいた豊の末の異母妹静子が斬首され殺された。暴漢は静子の首を持ち去り、中国人街外れの観音堂まで運んだとも、台の上に据えてさらしたともいう。なお、静子の首は警察によって谷家に返され、隣家の歯科医によって遺体と縫い合わされた。街の住人同士はマレー人も中国人も日本人も仲良く暮らしており対日感情も悪くなかったが、この事件は華僑社会にも大きな衝撃を与えた。なお通説では犯人は捕まらなかったとされるが、逮捕されコタバルあたりで死刑を執行されたとする証言もある。
翌1934年6月、谷一家は日本へ引き揚げた。帰国した母親から事件のことを聞いた豊は激怒し、同年後半ごろ単身再びマレーへ向かった。
再びマレーへ戻った豊はマレー人の友人たちと徒党を組み、華僑を主に襲う盗賊団となった。数年の間、マレー半島を転々としながら活動を続けていた。
マレー語とタイ語を堪能に扱い、大胆な行動と裏腹に敬虔なムスリムであった谷を、誰もがマレー人と信じて疑わなかったという。しかし、その時期にタイ南部のハジャイで逮捕、地元の刑務所に投獄され、そこで2か月の獄中生活を送った。

### 日本軍への協力

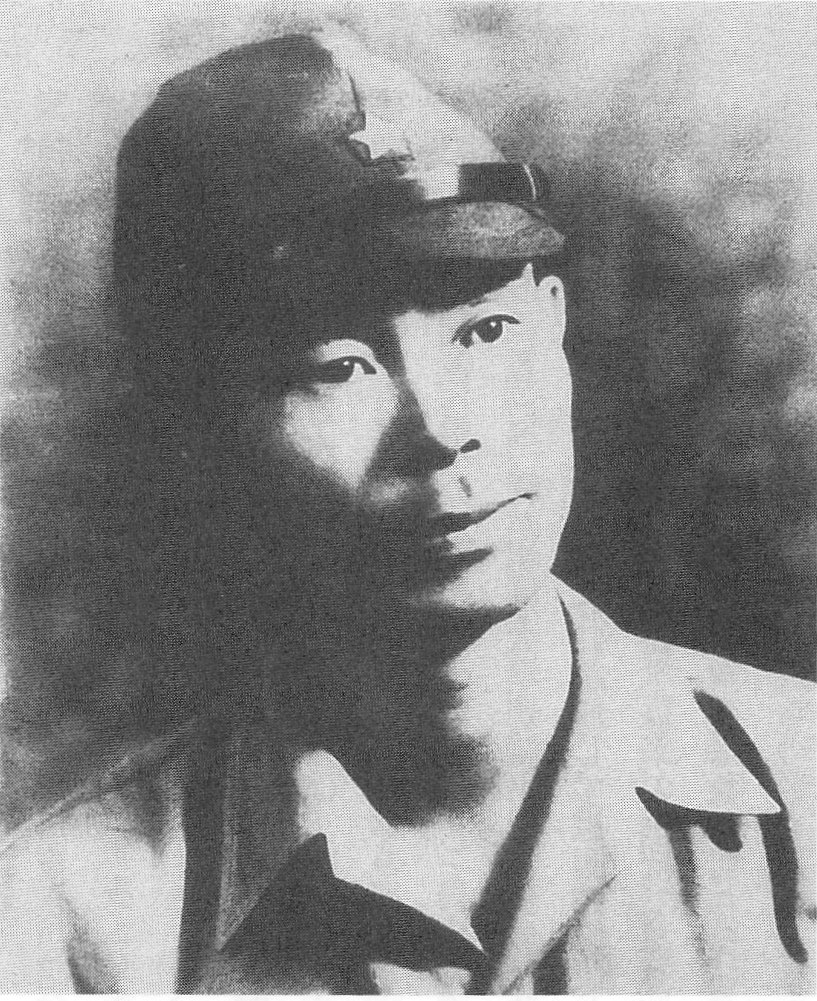
神本利男

そんな中、太平洋戦争が始まる。開戦にあたり、まずマレー半島攻略を第一目標とし、現地に精通した諜報員を欲していた日本陸軍参謀本部は、日本人でありしかもマレー半島を股にかけて活動する豊と彼の率いる盗賊団に目をつけ、彼らを諜報組織に引き込もうとした。その任務を請け負ったのが、満州国の警察官で諜報員・神本利男であった。
1941年1月下旬、昭和通商嘱託（実質的な諜報員）としてバンコクに赴いた神本は、軍から用意された25バーツの保釈金をタイ警察に払い、獄中の谷を釈放、そして軍へ協力するよう説得を試みた。当初、マレー人として生きていく事を望んでいた谷は軍への協力を拒んだが、マレーの習慣を学び、ゆくゆくはイスラムに帰依したいという神本の熱意に押され、ついに軍への協力を引き受ける事となる。
その際神本は谷をこのように説得した。
それから数週間後、谷はかつての仲間たちを呼び寄せ、再び神本の前に現れた。こうしてハリマオ盗賊団は再結成された。
マレー半島北部のタイ国境近くにジットラという町がある。ここは当時アロースターを始めとするイギリス軍の主要飛行場への玄関口にあたり、南下する日本軍にとっては是非とも攻略したい場所、逆に、守るイギリス軍にとっては絶対負けられない重要な場所だった。
そこでイギリス軍は飛行場を守るため、ここに強固な要塞地帯、通称「ジットラ・ライン」を構築することにした。イギリス軍はこの要塞で日本軍を3ヶ月は足止めできると豪語していたが、本来ジットラは湿地帯であり工事は難航、工事を請け負っていたタイ政府も半ば匙を投げかけていた。そこに谷と神本は目を付けた。ハリマオ一党はジットラ近辺の集落に拠点を構え、工事の妨害工作を行うことにした。まず谷が仲間とともにジットラ・ラインに潜入して測量を行い、神本の手によってそのデータはタイ王国公使館附武官の田村浩大佐に送られた。続いて一党は二人一組に分かれて労働者の中に紛れ込み、資材の投棄や建設機器の破壊などの実力行使に入った。
この結果、ジットラ・ラインの工事は大幅に遅れ、1941年12月12日、山下奉文中将率いる第25軍隷下の第5師団・佐伯挺進隊の猛突進により僅か1日で突破された。以降も、日本軍のマレー半島攻略は順調に進んでいった。
その後も豊は部下や特務機関「F機関」とともに諜報活動に従事していたが、その主な任務は敗走するイギリス軍が橋に仕掛けた爆弾の解体だった。しかし、先回りして橋を爆破されていた事が少なくなく、また爆弾が何重にも仕掛けられていて全ての爆弾の除去に間に合わず失敗、と言う事も多々あった。そのもどかしさにさすがの谷も、「橋を爆破しろというなら俺の本業だから慣れているが、仕掛けた爆弾や爆破装置を除去せよという命令には参った」と神本に愚痴をこぼしていたと言う。

### マラリアによる死
しかし谷はその最中にマラリアに感染した。当時、日本軍はイギリス軍から捕獲したキニーネ剤を大量に保有していたが、谷は「本当のマレー人なら白人の作った薬は飲まない」とキニーネ剤を断固として飲まず、現地の伝統法であるサイの角を粉末にして飲んでいた。だがこれが仇となり、谷の症状は周囲の人間が担架で担がないといけない程にまで悪化した。
その時の状況をF機関長・藤原岩市少佐はこう記している。
2月1日午前3時ごろ、谷はジョホーバル野戦病院に緊急入院した。しかし、施設も決して充分なものではなく「病院と言うべきかどうか分からない」程の状況だったという。
2月17日、更に藤原少佐は陥落間もないシンガポール病院への転院を命じた。
しかし、ここでも充分な治療は受けられず、谷は日に日に衰弱していった。また、3月14日には、病床の谷を神本が訪ねている。
その時の状況を、神本のガイドを務めていた当時19歳の青年、ハジ・アブドル・ラーマンは次のように述べている。
その三日後、谷は短い生涯を終えた。30歳だった。遺体は部下らが引き取り、イスラム式の葬礼をおこなったという。現地のどこに葬られたかは未だ分かっていない。現在、シンガポールの日本人墓地に記念墓がある。
なお諜報員として働いていた豊は軍属ということで戦死扱いされ、福岡の実家へは戦死公報が届けられた。また当時の制度により、ムスリムでありながらも靖国神社への合祀も決まった。

### 死後
日本軍としてはこの劇的な日本人諜報員・谷豊に戦意高揚のシンボルとしての役割をも見いだし、彼の死は新聞でも報道された。
また、豊は「マレーのハリマオ」または「ハリマン王（ハリマオの転訛）」などとよばれて大々的に宣伝され、映画なども作られた。ハリマオはharimauと表記し、マレー語で虎のこと。この名前は「豊のマレーでの通称『ハリマオ・マラユ』」に由来するとも、「豊らの盗賊団を諜報員にした際の作戦名『ハリマオ作戦』」に由来するとも言われているが、いずれにせよ豊が死後英雄視される中で広まった名前である。こうして伝説的な英雄「ハリマオ」の虚像が一人歩きをはじめた。
大戦中に作られたハリマオのイメージは根強く残り、戦後も『快傑ハリマオ』としてドラマ化され、同時にメディアミックスで漫画連載もされた。しかし戦争が過去の物となり、アジアでの戦争行為について日本国内で批判的な見方が高まるにつれ、軍国主義のシンボルでもあった英雄「ハリマオ」は徐々に風化した。
谷豊は没後半世紀を経た20世紀末に再評価されるようになった。
豊が愛したマレーシアでも、1996年に初めて彼をテーマとしたドキュメント番組が組まれた。その番組のラストは次の言葉で締めくくられている。
“イギリス軍も日本軍も武器ではマレーシアの心を捉えられなかった。心を捉えたのは、マレーを愛した一人の日本人だった。”

## ハリマオを扱った作品

### 映画
- マライの虎（1943年6月24日、大映、監督：古賀聖人、主演：中田弘二）
先述の第二次世界大戦中に制作された作品。妹の死亡経緯や、豊の死がペラク河ダムの爆破阻止の活動による戦死など事実とは異なり、反英思想が全面に押し出された戦意高揚映画として仕上がっている。
- ハリマオ（1989年6月3日、松竹、監督：和田勉、主演：陣内孝則）
それまでの偶像化されたハリマオに対し、一人の人間としての谷豊にせまった作品。本作での豊は単純な愛国青年だが、事実と異なり軍の特務機関に利用され殺されていった悲劇の人物として脚色されている。また上記作品と同様に妹が殺された所に豊が居合わせていたり、豊の父が豊の死後も存命であるなどの事実とは異なる部分がある。

### テレビ
- 快傑ハリマオ（1960年・日本テレビ、宣弘社制作）
宣弘社が『月光仮面』の後まもなく手がけた作品。月光仮面同様、子供向け覆面ヒーロードラマの走り。外見上も、覆面（厳密にはハリマオはサングラス）という点が共通している。石森章太郎の作画によるコミカライズ版もある。
- ルパン三世 ハリマオの財宝を追え!!（1995年8月4日、日本テレビ）
日本テレビ系列の「金曜ロードショー」枠で放送されたテレビスペシャル版のアニメ。

### オリジナルビデオ
- 岸和田少年愚連隊 カオルちゃん最強伝説 マレーの虎（2005年、松竹、主演：竹内力）
ハリマオの財宝がテーマだった。

### 小説
- 死ぬときは独り（生島治郎　ポケット文春 1969年3月 のちに集英社文庫、講談社文庫、徳間文庫）
神本利男をモデルとする日本陸軍の軍属・浜本を主人公とする冒険小説。谷豊は「羽仁豊」という名前で登場。自らをマレー人であるとし、マレー独立のために浜本や福原少佐（藤原岩市をモデルとする陸軍の特務機関長）に協力する人物として描かれている。
- ハリマオ（伴野朗　カドカワノベルズ 1982年7月 のちに角川文庫）
- 英雄伝説-Harimao-（井沢満　角川文庫 1989年5月）陣内孝則主演映画の原作

### 戯曲
- 虎・ハリマオ―北村想戯曲集（北村想　白水社〔新装版〕版 1988年3月）

### 演劇
- テアター・エカマトラ マライの虎（2018年シンガポール制作）
1943年制作の映画『マライの虎』を、日本人、シンガポール人のパフォーマーが寸劇でリメイクを試みる作品[9]。

- シン・ハリマオ（2024月11月福岡公演 主催：NPO法人博多映画道場、2025年2月佐賀公演 主催：劇団SA-GA、2025年10月 福岡公演 主催：NPO法人博多映画道場「シン・ハリマオ青春編」脚本：谷口文章　演出：嵯峨賢成）
実在した谷の家族やF機関、マレー人の人物を多く登場させ、史実に寄せた作劇となっている。また福岡公演、佐賀公演で登場人物の数や演じる役が変更されている[10][11]。

### 漫画
- 翡翠峡奇譚 （広江礼威）
ナチスの親衛隊に誘拐された太陽神・ククルカン救出に向かう主人公・脇坂伊織に対し、横取りを狙う日本陸軍の特務機関・本郷機関が用意した助っ人として登場。南シナ海のSS-VTの秘密基地に潜入し、主人公とともに大立ち回りを演じるが、鍵十字騎士団の機械人形の攻撃を受け、瀕死の重傷を負う。ジーンズにバンダナ、サングラスと現代のパンクロッカーのような出で立ちをしている。また全身にトラ状の傷があり、これがハリマオの異名の由来であると語っている。妹のシズコの存在も言及されたが作中登場することはなかった。「藤原」という軍人も登場しているが、モデルは藤原岩市である[12]。
- ロボット残党兵 （横尾公敏）
サイボーグ技術が異常発達した第二次世界大戦において、機械化人に異常適合した主人公・三船敬三の脳を確保すべく、特務機関・東機関が送り込んだ諜報部員として登場。極めて自由奔放な性格であり、戦闘狂。虎型の強化服と薬物投与により機械化人と遜色ない戦闘力を発揮するが、三船に敗北。その後は機械化帝国に対する反攻作戦に参加し、最終決戦「新世界への鉄槌」作戦にて三船と共闘した。戦後も三船とは交流があり、続編『大昭和怪人伝』にも登場した。
- 快傑ハリマオ （石森章太郎）
原作は山田克郎作『魔の城』。講談社『週刊少年マガジン』1960年16号 - 1961年10号連載[13]。